# HD 183263
Désignations
HD 183263 est une sous-géante de magnitude apparente 7,86 située à ∼ 177 a.l. (∼ 54,3 pc) dans la constellation de l'Aigle.
Elle a une masse de 1,17 fois la masse du Soleil. Sa métallicité est [Fe/H] = 0,3.

## Système planétaire
HD 183263 possède deux planètes : la planète b découverte en 2005 et la planète c en 2008.
| Planète     | Masse            | Demi-grand axe (ua) | Période orbitale (jours) | Excentricité  | Inclinaison | Rayon |
| ----------- | ---------------- | ------------------- | ------------------------ | ------------- | ----------- | ----- |
| HD 183263 b | ≥ 3,73 ± 0,31 MJ | 1,508 ± 0,087       | 624,8 ± 1,2              | 0,378 ± 0,011 |             |       |
| HD 183263 c | ≥ 3,57 ± 0,55 MJ | 4,35 ± 0,28         | 2 070 ± 110              | 0,253 ± 0,076 |             |       |